# Château de Roquevidal
Le château de Roquevidal est un édifice fortifié situé dans la commune de Roquevidal dans le département du Tarn, en France et inscrit aux monuments historiques depuis le 8 septembre 1943.

## Historique

### Construction
Le château présente une homogénéité qui plaide pour une seule campagne de construction, présentant en cela des ressemblances avec le château de Mailhoc. Il a probablement été construit pour être utilisé comme repaire à la fin de la guerre de Cent Ans Le parti pris du bâtisseur est celui d'un édifice massif où tous les éléments sont compactés entre les tours d'un quadrilatère. Trois pièces sont lieu de vie et les tours servent d'annexes en temps de paix et de points de défense en temps de guerre grâce aux meurtrières et canonnières au nombre de dix-huit. Les étages sont accessibles grâce à un ancien escalier aujourd'hui disparu. Aucune trace ne permet de dire s'il était en pierre, en bois, à vis. Un encorbellement sous la toiture laisse à penser qu'un escalier à vis desservait les étages d'une tour rectangulaire ; elle dépassait de la toiture, faisant office de donjon.
Une restauration importante a eu lieu à la Renaissance, fin XVIe siècle. Un escalier monumental remplace alors l'ancien, utilisant la disposition initiale des murs en corridor. Ce dernier est aligné sur l'entrée et les baies qui l'éclairent ne sont pas alignées sur les autres de la façade. La porte d'entrée de style Renaissance à l'antique est pourvue d'un liteau en arc de cercle, encadré de pilastre dorique supportant architrave, frise et corniche. Les fenêtres à croisée et les corniches qui les relient, montrent un mélange de style un peu disparate, caractéristique des chantiers secondaires : les artisans de l'époque juxtaposent des éléments décoratifs sans se préoccuper de l'harmonie d'ensemble. Ces modifications importantes n'ont pas altéré les capacités défensives du lieu ; il reste dix-huit orifices de tir, meurtrière ou canonnières.

### Épreuve du feu
Le château subit les guerres de religion : massacre par les protestants de la garnison installée par Anne de Joyeuse en 1587, puis vengeance quatre ans plus tard lors de la prise du château.
Par la suite, il n'a pas subi de modifications importantes. Le château a été acheté en 1748 par Pierre de Thomas de Labarthe. En revanche, son abandon, son pillage, puis sa transformation en ferme, faillit lui être fatal. Une de ses cheminées aurait été vendue. Les actuels propriétaires l'ont acquis en 1966 et l'ont restauré.

## Description

### Extérieur
Le château a gardé son aspect de forteresse médiévale avec son quadrilatère doté d'une tour ronde à chaque angle et toujours ceint de ses douves. La façade principale dotée de l'entrée a été ouverte par huit fenêtres à meneau encadrées de colonnes, reliées entre elles par des corniches. La porte d'entrée est encadrée de colonnes supportant un linteau.

### Intérieur
L'escalier en pierre est établi rampe sur rampe avec de larges paliers qui donnent sur les pièces. Une grande cheminée orne la grande pièce de l'étage. Ses ornementations comportent deux pilastres doriques supportant un manteau. Au centre, un espace vide aurait pu être occupé par une peinture ou un blason.